# The Mountain
«The Mountain» -en español: «La Montaña»- es el primer sencillo de la banda canadiense de metal alternativo Three Days Grace de su sexto trabajo de estudio Outsider.

## Video musical
El mismo fue lanzado en su cuenta de YouTube con la letra de la canción el 25 de enero de 2018.

## Créditos
Three Days Grace
- Matt Walst - Voz líder, guitarra rítmica
- Barry Stock - Guitarra líder
- Brad Walst - Bajo
- Neil Sanderson - Batería